# Паула Хитлер
Паула Хитлер, некад звана и Паула Волф (  или Paula Wolf; 21. јануар 1896 — 1. јун 1960) је била млађа сестра немачког политичара Адолфа Хитлера. Била је последње дете Алојза Хитлера и његове треће супруге Кларе Пелцл.
Рођена је 21. јануара 1896, у Фишламу. Младост је провела у Бечу, где је радила као секретарица. Почетком 1930их, јој је финансијски помагао брат Адолф. Презиме Волф је носила из сигурносних разлога. Ипак, су је после рата ухапсили Американци и испитивали, али на крају пустили. Непосредно пре смрти 1959. је дала ТВ-интервју у којем је описала Хитлерово детињство.
Умрла је 1. јуна 1960, у Берхтесгадену.